# Englands vapen

Englands vapen

Englands riksvapen består av ett rött fält (röd sköld) med tre gula/gyllene lejon stående över varandra. Lejonen är högervända (det vill säga de är vända åt heraldiskt höger, vilket är åt vänster för betraktaren av vapnet) och står på tre ben med ena framtassen lyftat och ansiktet vänt utåt. På grund av att de har denna position, kallas de med en heraldisk term även för leoparder.
Vapnet ingår i första och fjärde fältet i Storbritanniens riksvapen (i andra fältet i den variant av vapnet som används i Skottland).